# Borsbeek
Borsbeek este o comună din regiunea Flandra din Belgia. Suprafața totală a comunei este de 3,92 km². La 1 ianuarie 2008 comuna avea 10.132 locuitori. 
Borsbeek se învecinează cu comunele Anvers, Wommelgem, Mortsel și Boechout.
1. ↑  Totale oppervlakte volgens het Kadasterregister, België, gewesten en provincies (în neerlandeză), Algemene Directie Statistiek[*]